# مراد بی‌لی (آق‌دام)
مراد بی‌لی (به ترکی آذربایجانی: Muradbəyli) یک منطقه مسکونی در جمهوری آرتساخ است که در استان آسکران واقع شده است.